# Brač
Brač (italsky Brazza, latinsky Bretia nebo Brattia) je chorvatský ostrov v Jaderském moři poblíž Splitu. Na rozdíl od většiny obydlených jaderských ostrovů se nejmenuje podle svého střediska, jeho hlavním a jediným městem je Supetar.

## Zeměpisné údaje
Na severu a východě dělí ostrov od pevniny Bračský průliv (v nejužším místě zhruba 5 km), na jihu ho odděluje Hvarský průliv (3,4 km) od ostrova Hvar a na západě Splitská úžina (asi 700 m) od ostrova Šolta. Ostrov oválného tvaru měří na délku 40 km a jeho šířka dosahuje 12 km. Délka pobřeží ostrova je 180 km. Svou rozlohou 395 km² je Brač největším ostrovem Dalmácie a třetím největším jadranským ostrovem (po Krku a Cresu).
K severu spadají svahy ostrova k moři poměrně pozvolně, k jihu jsou svahy strmé. Nejvyšší bod ostrova Vidova gora (Vítova hora) je s výškou 778 m nejvyšším vrcholem ze všech ostrovů Jaderského moře. Na jihu se masiv zvedá přímo od moře, s průměrným spádem přes 40 %.
Na ostrově žije asi 14 tisíc obyvatel. Největším sídlem je přístav Supetar na severním břehu (3016 obyvatel). Další vesnice jsou Bobovišća, Bol, Dol, Donji Humac, Dračevica, Gornji Humac, Ložišća, Milna, Mirca, Murvica, Nerežišća, Novo Selo, Postira, Povlja, Pražnica, Pučišća, Selca, Splitska, Sumartin, Sutivan, Škrip.

## Podnebí
Podnebí ostrova je středomořské. Léta jsou teplá a suchá s průměrnou teplotou 25 °C, zimy krátké a mírné s průměrnou teplotou 9 °C. Sníh zde padá průměrně dva dny v roce a neudrží se déle než 10 hodin. Úhrnné roční srážky se pohybují od 700 mm (Sutivan) do 1400 mm (Dol). Hodnota průměrné délky slunečního svitu na Brači 2700 hodin ročně patří k nejvyšším na Jadranu. Průměrná teplota moře je v létě 24 °C, v zimě 14 °C. Během chladnějších měsíců se střídají studené severovýchodní větry (bóra) s teplými jihovýchodními (jugo), v letním období převažuje severozápadní vítr (maestral).

## Geologie a hydrologie

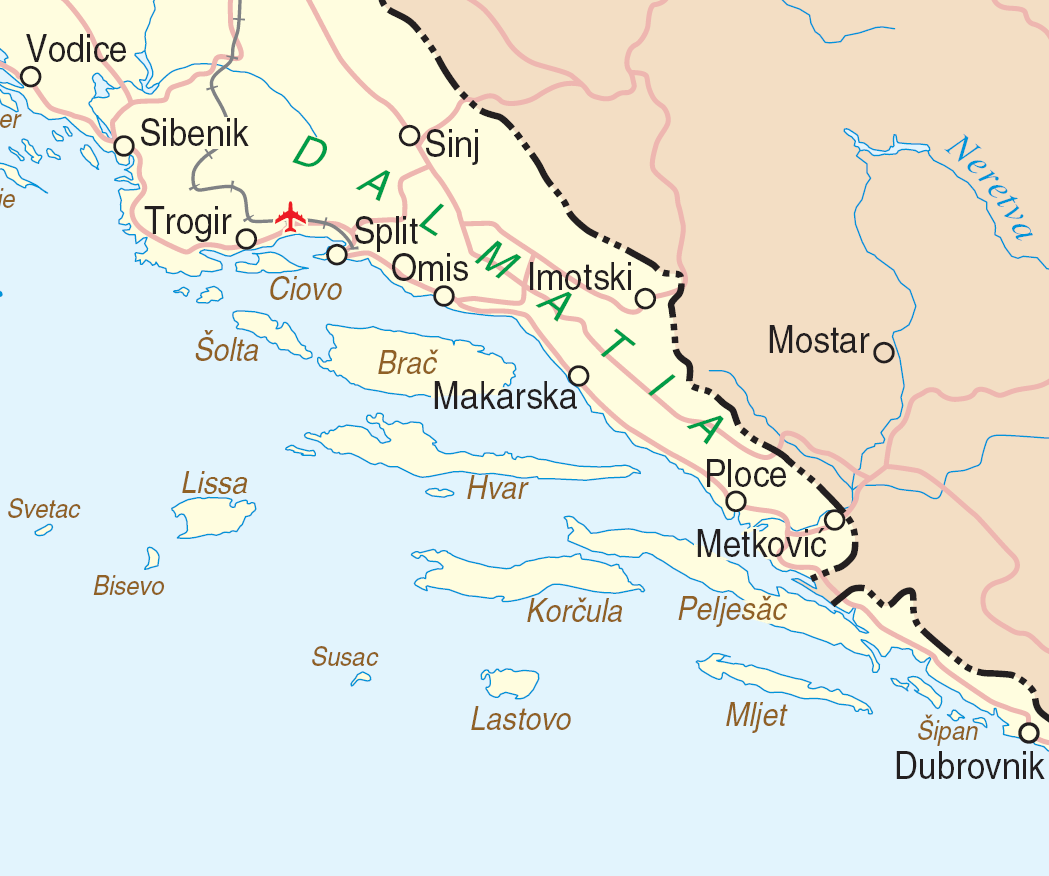
Ostrovy dalmátského pobřeží

Ostrov je, jako ostatně vesměs ostrovy jaderského archipelagu, tvořen vápenci, vápencovými brekciemi a mramory. Bračské mramory jsou velmi proslulé, ceněné jednak jako stavební kámen již od dob antiky (byl z něj vybudován například proslulý Diokleciánův palác ve Splitu, z pozdější doby pak je patrně nejznámější budovou Bílý dům ve Washingtonu, D.C), jednak se pro své vlastnosti využívá k výrobě různých drobných předmětů (váziček, svícnů apod.), prodávaných na ostrově jako upomínkové předměty.
Jakožto vápencové území představuje ostrov zároveň kras. Zdejší krasové území představuje významnou ukázku tohoto geomorfologického fenoménu. To dokázaly i výzkumy moravského badatele prof. Karla Absolona na počátku 20. století. Přesto se v literatuře podrobnější zmínky o krasu ostrova Brač hledají obtížně. Známy jsou především jeskyně s archeologickým a historickým významem jako je Dračí jeskyně (Zmajeva špilja) u obce Murvica a jeskyně Kopačina jižně od Supetaru. Významné jsou rovněž tři jeskyně s významem pro potápění – jeskyně Maňajama 1 a Maňajama 2, objevené českými potápěči nedaleko moře a pak již delší dobu známou podmořskou propastí Lučica ve stejnojmenné zátoce. Jinak tvoří krasové jevy na Brači typické tvary jako škrapy, doliny, polje, závrty a propasti. Zdejší propast Jama kod Matešić stana u obce Hum představuje svými 260 m hloubky 49. nejhlubší propast Chorvatska.
Vzhledem ke krasové povaze ostrova Brače je přirozené, že povrch ostrova je suchý. Prameny sladké vody nalezneme jen ojediněle na jižní straně ostrova v okolí Bolu. Veškerá voda, která spadne na povrchu ostrova, mizí do viditelných i neviditelných puklin a podzemím proudí patrně především na zmíněnou jižní stranu ostrova, kde kromě zmíněných pramenů a jeskyní Maňajama vyvěrá v četných pramenech přímo do moře. Vodovodní síť ostrova je tak závislá na dodávkách vody podmořským potrubím z pevniny, konkrétně z řeky Cetiny.

## Historie
Ostrov byl osídlen už v paleolitu, jak dokládají archeologické nálezy z jeskyně Kopačina, nacházející se mezi Supetarem a Dolním Humacem. Z doby bronzové a železné pochází zbytky osídlení ilyrskými kmeny ve vnitrozemí ostrova. O kolonizaci starověkými Řeky nejsou žádné zprávy, i když ostrov navštěvovali a s Ilyry obchodovali. Roku 9 n. l. si Brač podmanili Římané.
Později byl Brač pod správou Byzantské říše. Roku 925 se ostrov stal součástí středověkého chorvatského státu. Ve 12. století, po spojení Chorvatska s uherským královstvím, získal ostrov na téměř dvě století samostatnost.
Od 1268 do 1357 byl Brač součástí Benátské republiky. Poté se zde střídala nadvláda Uherska, bosenského krále a Benátské republiky při zachování omezené autonomie ostrova. Benátky ostrov ovládaly více než 4 století do roku 1797. Během této doby se na ostrově usazovali uprchlíci z Bosny držené Osmanskou říší.
Po podrobení Benátek Napoleonem se Brač stal krátce administrativní součástí Francie. Roku 1807 ovládla ostrovy Brač a Korčula s pomocí ruského námořnictva Černá Hora. Vídeňský kongres v roce 1814 rozhodl o připojení Brače k Rakousku. Po rozpadu Rakousko-Uherska roku 1918 se stal ostrov součástí Království Srbů, Chorvatů a Slovinců. Počet obyvatel počátkem 20. století dramaticky klesl v důsledku silné emigrace.
V roce 1941 okupovala ostrov Itálie. Po její kapitulaci roku 1943 obsadila ostrov v červnu 1944 německá vojska. Po osvobození byl ostrov součástí Jugoslávie až do získání nezávislosti Chorvatska roku 1991.
Dne 9. května 2020 došlo ke čtrnáctidenní karanténě celého ostrova vzhledem k prudkému nárůstu počtu nakažených nemocí covid-19 v době, kdy již denní nárůstky v celém Chorvatsku byly velmi nízké. Nárůst byl zaznamenán ve vesnici Nerežišća.

## Hospodářství
Nejdůležitějším hospodářským odvětvím je turistický ruch. Významný je rovněž rybolov, zemědělství (pěstování vinné révy a oliv) a těžba mramoru.

## Doprava
Spojení s pevninou zajišťují trajekty (linky Split–Supetar a Makarska–Sumartin) a lodní linka Split–Bol–Jelsa. V roce 1993 zahájilo provoz letiště Veško polje pro letadla do 100 cestujících, kam směřují charterové lety během letní sezóny. Většinu obcí na ostrově propojuje síť asfaltových silnic vybudovaných v 70. letech.

## Zajímavosti
- Bračské muzeum ve Škripu.

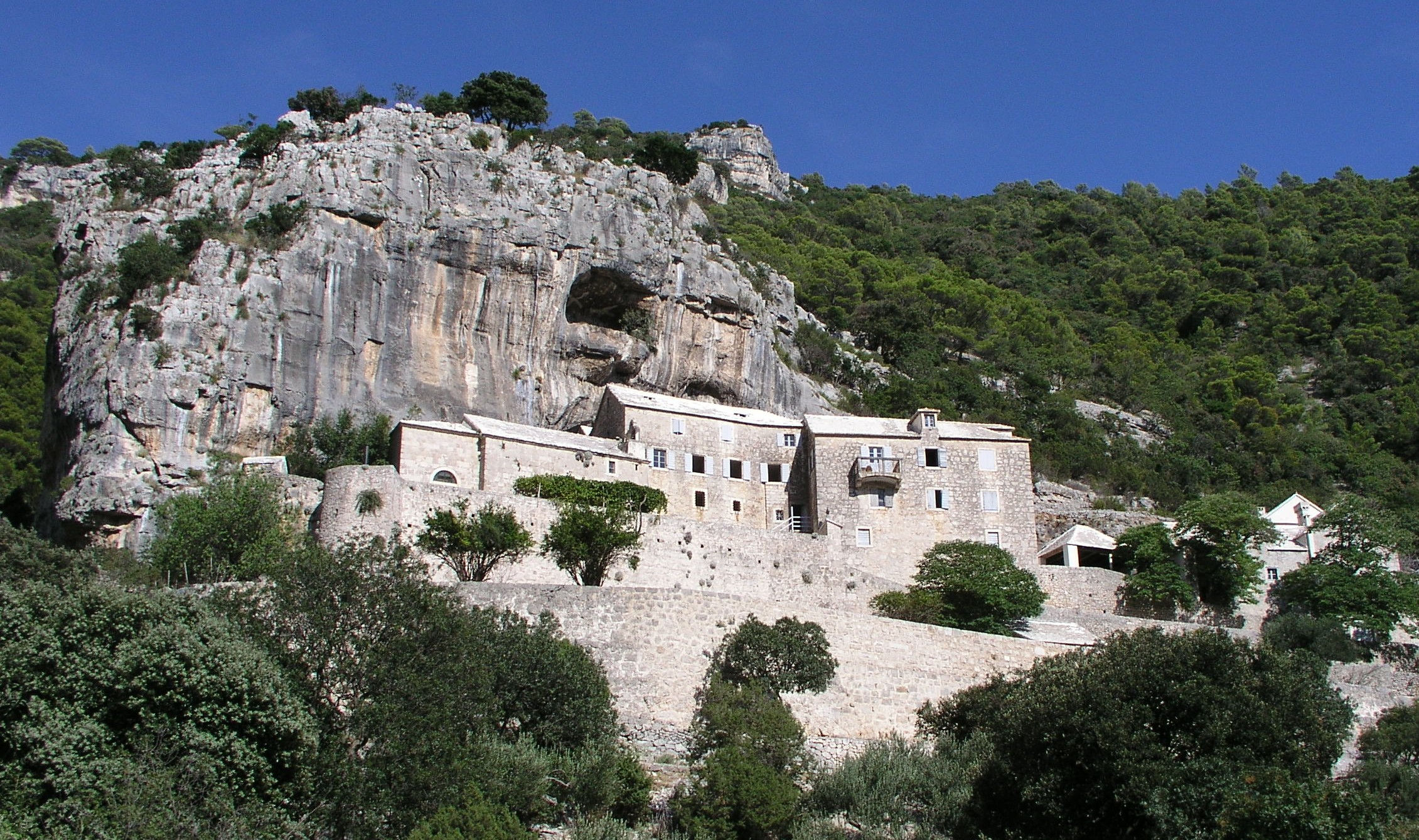
Klášter Blaca

- Dračí jeskyně (Zmajeva spilja) – reliéfy na stěnách, sloužila jako klášter, nachází se nad obcí Murvica.
- Kolač – skalní útvar nedaleko obce Nerežišća.
- Most Františka Josefa – most poblíž obce Ložišća.
- Klášter Blaca
- Zlatni rat – oblázková pláž.
- Téměř čtvrtinu ostrova pokrývají borové lesy, které jsou však na některých místech značně poničeny lesními požáry (v současnosti zejména jihozápadní část ostrova).